# Johann Christian Schröder
Johann Christian Schröder (* 8. März 1760 in Rostock; † 19. Juni 1809 ebenda) war ein deutscher Advokat und Ratsherr der Hansestadt Rostock.

## Leben
Johann Christian Schröder wurde als Sohn eines Rostocker Notars geboren. Schröder nahm 1777 sein Studium der Rechtswissenschaften an der Universität Rostock auf und wurde 1783 mit seiner Dissertatio Ivridica De Retentione Pignoris Tam Ob Eadem Qvam Ob Diversa zum Dr. beider Rechte promoviert. 1783 kehrte er von der Universität Göttingen kommend nach Rostock zurück und immatrikulierte sich erneut als Dr. jur., möglicherweise um eine wissenschaftliche Laufbahn einzuschlagen. Er war zunächst als Advokat und Prokurator an den Obergerichten der Stadt tätig und veröffentlichte 1784 eine Sammlung Rostocker Rechts. 
1801 wurde er Ratsherr in Rostock. 1803 begründete er die erste verfasste Armenanstalt Mecklenburgs auf der Grundlage einer von ihm geschaffenen Armenordnung; er stand dieser Einrichtung bis zu seinem Tod als Präses vor. Seinem Wunsch entsprechend wurde er zwischen den von ihm betreuten Armen auf dem (heute ehemaligen) St. Gertrud-Friedhof begraben, wo sein Denkmal im Garten der Rostocker Kliniken an der Gertrudenstraße bis zu den Zerstörungen des Zweiten Weltkrieges erhalten war.

## Erinnerung
Der Schröderplatz und die Schröderstraße in Rostock sind nach ihm benannt.

## Schriften
- Repertorium des Rostockschen Rechtes. Müller, Rostock [1784] (Digitalisat, UB Göttingen)